# Hamana annulicornis
Hamana annulicornis är en insektsart som beskrevs av Van Duzee 1923. Hamana annulicornis ingår i släktet Hamana och familjen dvärgstritar. Inga underarter finns listade i Catalogue of Life.